# Philip McCord Morse
Philip McCord Morse (Shreveport, 6 september 1903 - Concord, 5 september 1985) was een Amerikaanse fysicus, administrator en een pionier van de operations research (het operationeel onderzoek) tijdens de Tweede Wereldoorlog. Hij wordt beschouwd als de vader van de operations research in de Verenigde Staten, maar verwierf ook bekendheid door zijn bijdragen aan de atoomfysica en de akoestiek.

## Loopbaan
Philip Morse groeide op in Cleveland (Ohio) en begon in 1921 natuurkunde te studeren aan de Case Institute of Technology en behaalde er in 1926 zijn bachelorgraad. In de herfst van hetzelfde jaar kreeg hij een beurs om aan de Universiteit van Princeton onder leiding van Karl Taylor Compton onderzoek te verrichten over gasontladingen. Tijdens de zomer van 1928 werkte hij als onderzoeksassistent aan de Universiteit van Michigan voor een industrieel project over gasontladingen. Hier volgde hij samen met de Zwitserse natuurkundige Ernst Stückelberg de lessen kwantummechanica van Hendrik Anthony Kramers, die tijdens de zomerschool van 1928 in Michigan doceerde, In 1929 verkreeg hij zijn PhD in de natuurkunde en het was tijdens zijn laatste jaar bij Princeton dat hij samenwerkte met Edward U. Condon aan een boek over kwantummechanica. Samen met Stückelberg stelde hij de naar hem genoemde potentiële energiefunctie voor, de Morse-potentiaal, die oplossingen van de schrödingervergelijking in gesloten vorm toelaat en kan worden gebruikt om trillingsspectra van diatomische moleculen te interpreteren.
Na een kort intermezzo als bijzonder docent in de kwantummechanica aan de universiteit van Michigan greep hij in 1930 de kans om met een Rockefeller-beurs in het buitenland te gaan studeren. Hij ging naar Arnold Sommerfeld in München en naar Nevill Mott en Harrie Massey in Cambridge.
Op aandringen van Karl T. Compton, die ondertussen president geworden was van het MIT keerde hij in 1931 terug naar de faculteit fysica van het MIT. Hij werd geassocieerd professor in 1934 en professor in 1938. Zijn onderzoek concentreerde zich op de akoestiek en de astrofysica. In 1936 verscheen als gevolg van deze activiteiten een eerste boek over akoestiek met de titel Vibration and Sound.
Tijdens de Tweede Wereldoorlog was Morse verplicht om zijn activiteiten bij het MIT te onderbreken en mee te werken aan tal van projecten ten behoeve van de nationale defensie. Zijn kennis van de akoestiek kwam hierbij goed van pas zoals bijvoorbeeld in een project voor het bestrijden van akoestische mijnen die de Duitsers tijdens de oorlog gebruikten. In 1942 ging hij naar Washington D.C. om een burgerlijke 'task force' te organiseren met het doel het Amerikaanse antiduikbootprogramma te evalueren. Met dit doel werd er een onderzoeksgroep met de naam ASWORG (Anti-Submarine Warfare Operation) opgericht. De groep evalueerde niet alleen de gegevens maar bezocht ook geregeld marinebases om directe observaties te maken. Na zijn ontbinding schreef de groep een verslag onder de naam Methods of Operations Research en dit was de start van het operationeel onderzoek in Amerika. Voor zijn inspanningen tijdens de oorlog kreeg Morse de Amerikaanse 'Medal of Merit'.
In 1945 keerde Morse terug naar het MIT en hielp er samen met Richard Bolt en Leo Beranek om het laboratorium voor akoestiek op te richten. Zijn terugkeer was echter maar van korte duur want hij werd in 1946 aangesteld als wetenschappelijk directeur van het Brookhaven National Laboratory, een instelling die opgericht was door de Atomic Energy Commission. Uiteindelijk keerde Morse toch terug naar het MIT en ditmaal voor een langere periode. Hij promootte er de nieuwe discipline van het operationeel onderzoek, ook voor niet-militaire doeleinden. Het resultaat was dat het MIT vanaf 1952 interdepartementale cursussen aanbood in zijn Operationeel Onderzoekscentrum, waarvan Morse de directeur werd van 1956 tot 1969. Philip Morse werd in 1969 professor emeritus van het MIT. Tijdens zijn loopbaan was hij ook president van de American Physical Society, van de Acoustical Society of America en werd hij ook lid van de raad van beheer van het American Institute of Physics.

## Gepubliceerde Boeken
- QUANTUM MECHANICS, Edward U. Condon & Philip Morse, McGraw-Hill, 1929

- VIBRATION AND SOUND, Philip M. Morse, McGraw-Hill, New York, 1936, 2de editie, 1948, editie 1981, Acoustical Society of America, ISBN 0-88318-876-7

- METHODS OF OPERATIONS RESEARCH, Philip M. Morse & George Kimball, Technology Press of MIT, John Wiley & Sons, New York, Chapman&Hall, 1951, Dover Books on Computer Science, 17 october 2003

- METHODS OF THEORETICAL PHYSICS, Philip Morse & Herman Feshbach, McGraw-Hill, 1953

- TABLES FOR THE VARIATIONAL DETERMINATION OF ATOMIC WAVE FUNCTIONS, Philip Morse & H. Yilmaz, The Technology Press of MIT, Cambridge, 1956.

- QUEUES, INVENTORIES, AND MAINTENANCE, The Analysis of Operational Systems with variable Demand and Supply, Philip Morse, John Wiley and Sons, 1958 en Dover Phoenix Editions, 25 augustus 2004

- THERMAL PHYSICS, Philip M. Morse, W.A. Benjamin Inc., New York, 1962, herzien 1965; 2de herziening 1969

- OPERATIONS RESEARCH FOR PUBLIC SYSTEMS, Philip Morse & Laura W. Bacon, MIT Press, Cambridge, Mass., 1967

- THEORETICAL ACOUSTICS, Philip Morse & K. Uno Ingard, McGraw-Hill, New York, 1968.

- LIBRARY EFFECTIVENESS, A Systems Approach, Philip Morse, MIT Press, Cambridge, Mass. , 15 oktober 1968, ISBN 0262130386

- IN AT THE BEGINNNGS, A Physicist's Life, Philip Morse, MIT Press, Cambridge, Mass., 1977.